# Dryobotodes angusta
Dryobotodes angusta är en fjärilsart som beskrevs av Shigero Sugi 1980. Dryobotodes angusta ingår i släktet Dryobotodes och familjen nattflyn. Inga underarter finns listade i Catalogue of Life.